# Acrioceras
Acrioceras – rodzaj amonitów.
Żył w okresie kredy (hoteryw – apt).